# Sharon Shannon (album)
Pour l'auteur de l'album, voir Sharon Shannon.
Albums de Sharon Shannon
Out the Gap
(1994)
Sharon Shannon est le premier album de la musicienne irlandaise homonyme, sorti en 1991. Il s'agit de l'album de musique traditionnelle irlandaise le plus vendu au monde.

## Liste des pistes
| 1.    | Glentown                                            | 4:22 |
| 2.    | Blackbird                                           | 3:59 |
| 3.    | Queen Of The West                                   | 3:59 |
| 4.    | Retour des hirondelles & Tune for a found harmonium | 3:00 |
| 5.    | Miss Thomsons & The derry reel                      | 3:25 |
| 6.    | The Monster Hop                                     | 2:49 |
| 7.    | Tickle her leg                                      | 2:36 |
| 8.    | The Marguerita Suite                                | 5:50 |
| 9.    | Coridinio                                           | 2:43 |
| 10.   | Anto's Cajun Cousins                                | 2:45 |
| 11.   | Cornphiopa Corafinne & Skidoo                       | 3:18 |
| 12.   | Marbhna Luimni                                      | 4:29 |
| 13.   | Phil Cunningham Set                                 | 5:06 |
| 14.   | The Woodchoppers & Le Réel des voyageurs            | 2:58 |
| 51:19 |                                                     |      |